# 格劳贝尔·罗恰

格劳贝尔·罗恰

格劳贝尔·罗恰（Rocha Rocha，1939年3月14日－1981年8月22日）是巴西電影導演、演员和编剧。格劳贝尔·罗恰曾赢得第20屆坎城影展國際影評人協會奖、第22屆坎城影展最佳導演獎、第30屆坎城影展短片金棕櫚獎以及洛迦诺电影节大奖。
1971年，由於不滿巴西軍人獨裁統治，他流亡国外。 後來因肺部感染而回到里约热内卢接受治療，最終去世。 